# Università Politecnica delle Marche

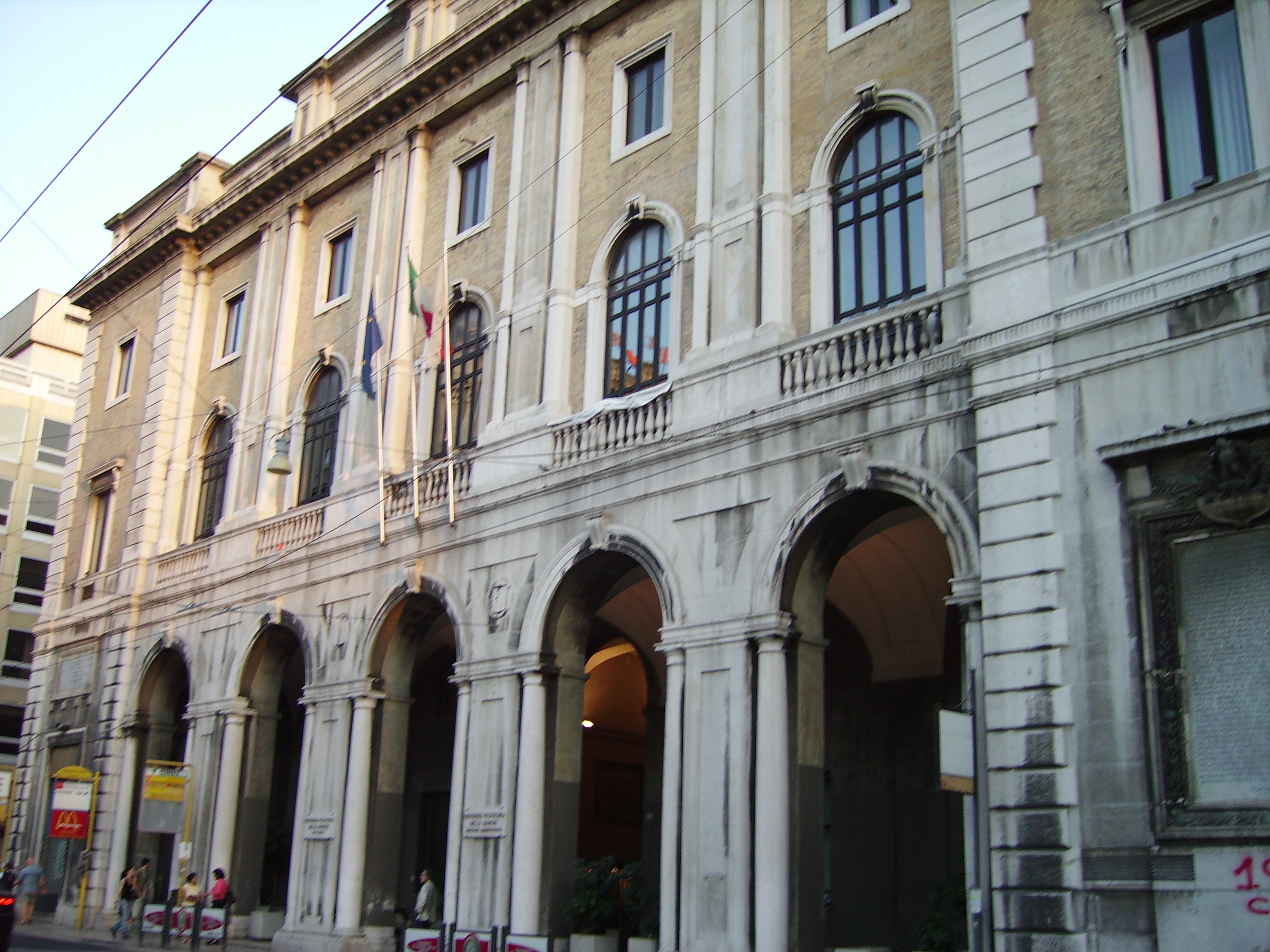
Hauptsitz der Università Politecnica delle Marche

Die Università Politecnica delle Marche (Polytechnische Universität Marken) ist eine 1969 gegründete staatliche Universität mit Hauptsitz im italienischen Ancona mit Ablegern in Ascoli Piceno, Fermo, Macerata, Pesaro und San Benedetto del Tronto.
Vorläufer war die Universitas studii generalis cuiuscum scientiae et facultatis, die 1548 von dem Gelehrten Benvenuto Stracca gegründet und durch Papst Pius IV. 1562 als Fakultät für Theologie und Recht anerkannt wurde. Die heutige Universität wurde 1969 als Libera Università di Ancona gegründet, Vorläufer war 1959 die Gründung einer Fakultät für Wirtschaft und Handel als Zweigstelle der Universität Urbino. 2003 erfolgte die Umfirmierung in Università Politecnica delle Marche (Polytechnische Universität Marken).
Die heutige Universität gliedert sich in fünf Fachbereiche (dipartimenti):
- Ingenieurwissenschaften
- Medizin und Chirurgie
- Wirtschaftswissenschaften
- Landwirtschaft
- Mathematik, Physik und Naturwissenschaften